# Do-ho Suh
Do-ho Suh, né en 1962 à Séoul, est un artiste sud-coréen vivant à New York. 

« On n’est rien d’autre que la somme de conséquences d’actes antérieurs »

— Do-ho Suh

## Biographie
Do-ho Suh a obtenu son baccalauréat des beaux-arts et sa maîtrise des beaux-arts en peinture orientale à l'université nationale de Séoul. À la suite de son service militaire obligatoire dans l’armée sud-coréenne, il a déménagé aux États-Unis pour poursuivre ses études à la Rhode Island School of Design et à l’Université Yale.
Son éducation a été plongée dans l’art : son père était peintre et calligraphe (ayant une influence majeure dans la peinture traditionnelle coréenne), son frère architecte et sa mère chargée de préserver le patrimoine national des us et coutumes sud-coréens. Cependant, Do-Ho Suh s'est tourné tardivement vers l'art. « Adolescent, je voulais être biologiste marin. Mais j'étais mauvais en mathématiques, alors je n'ai pas pu suivre une filière scientifique. »
Do-ho Suh a grandi dans une maison traditionnelle coréenne. Depuis le jardin, son regard était attiré par des sculptures de lave et les portes qui ont servi de modèle à la sculpture en Organza bleu, Reflection (2004). 
Il va travailler de New York à Londres mais retourne toujours dans la maison familiale. Cette vie itinérante l’emmène dans son travail à produire des œuvres de plus en plus universelles en les abstrayant de toute contrainte géographique ou culturelle. 
Le voyage fait partie de son travail, il voyage léger mais tient toujours un carnet de croquis, réflexe depuis ces années d’université. La transition entre deux lieux lui permet de trouver l’inspiration. 
L’expérience militaire de l’artiste est un souvenir négatif. Il y a vécu la solitude qu’il désigne comme « aliénation ». Il avait déjà ressenti cela dans son enfance avec un père contre la société contemporaine. Lors de son arrivée aux États-Unis, au milieu des années quatre-vingt dix, il a dû s’habituer à une nouvelle réalité très différentes culturellement. Très attaché à la maison traditionnelle de son enfance, il a exposé Séoul Home/L.A. Home qui était la reproduction en soie, à l’échelle 1, de sa maison en Corée. C’était sa première exposition aux États-Unis et a été un soutien pour lui. « Comme un parachute.»

## Œuvre

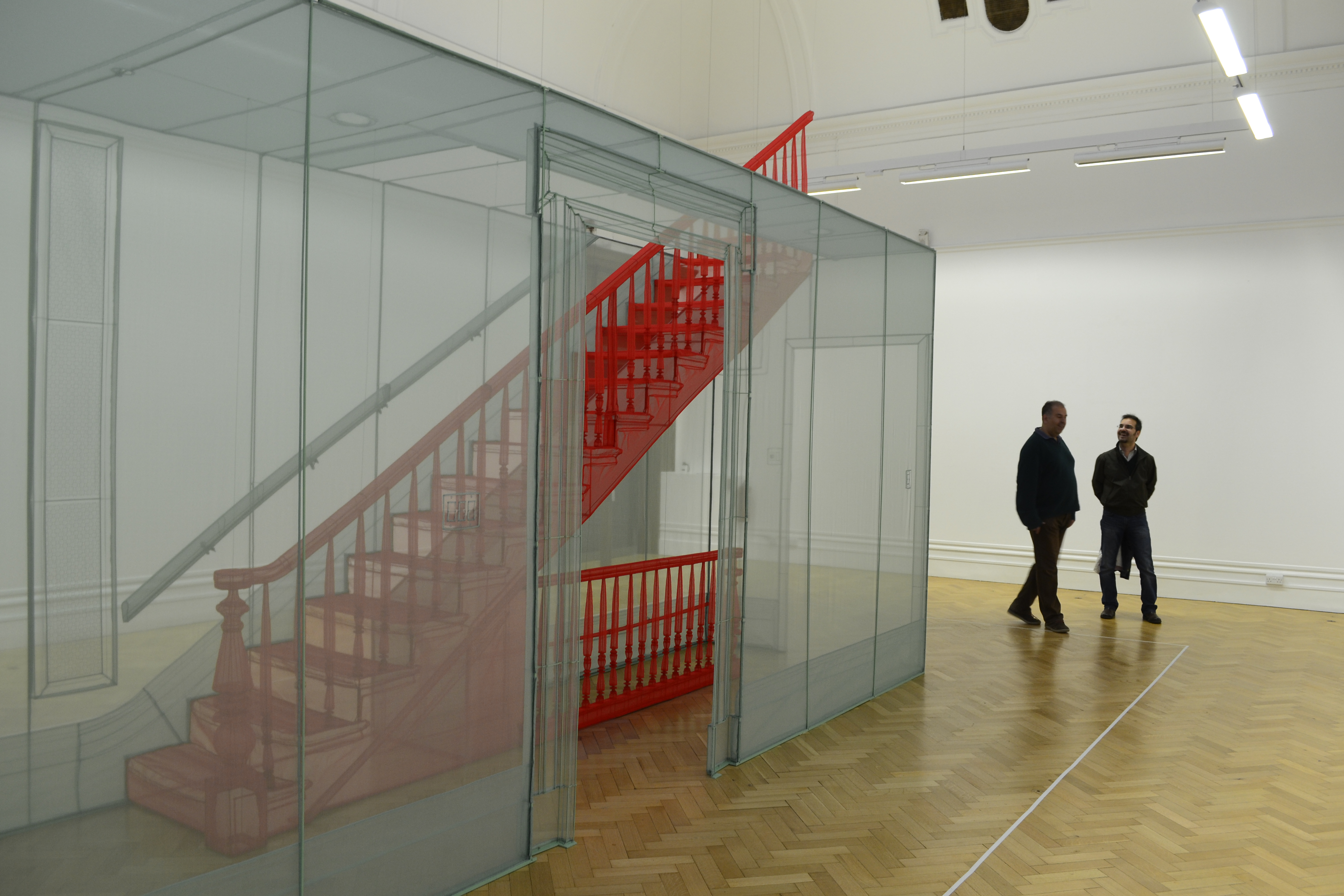
Do Ho Suh, Apartment/Corridor/Bristol (Appartement/Couloir/Bristol) à New York, 2015. Musée et galerie d'art de Bristol

Do-ho Suh est connu pour ses sculptures complexes qui défient les notions conventionnelles d’échelle. Il attire l’attention en confrontant le spectateur à la pratique de l’espace public. 
Intéressé par la malléabilité de l’espace, tant physique que métaphorique, il interroge la  frontière de l’identité. Son travail explore la relation entre l’individualité, la collectivité et l’anonymat. Do-Ho Suh démontre son intérêt pour l’accumulation, qui est, selon lui, “la façon dont le monde est créé” .
Il s’applique dans la sculpture et les installations artistiques pour créer un champ expressif personnel . Au début de ses études artistiques, il se penche sur la peinture et est interpellé par la manière de faire sortir le tableau du cadre. En Corée, il n’a pas accès aux recherches occidentales, tel que les peintres modernistes américains et va créer ses premières installations. Dès lors, ses œuvres sont mobiles, il peut les plier et les transporter avec lui.
C’est aux États-Unis qu’il va apprendre une nouvelle approche de la sculpture, bien différente de la méthode traditionnelle (qu’il n’a pas apprécié en Corée). C’est à ce moment qu’il commence une réflexion sur le corps et ses limites floues, selon Do-Ho Suh, de l’enveloppe corporelle au karma à la manière d’un « méta-corps » qui nous conduit.
Les premiers travaux de Do-Ho Suh étaient fondés sur le rapport entre l’individu lui-même et le collectif. Pour représenter cette question, l’artiste a regroupé des photos d’identités pour former une planche au motif régulier. Le motif, la photo d’identité propre à chacun, devient dans la masse identique aux autres. Il préfère s’intéresser aux moments où la personne cherche la distinction entre le soi et les autres .
L’artiste n’est pas indifférent aux cultures qui l’entourent, c’est bien le voyage qui a forgé ses idées et la matière de ses travaux. Par exemple, le nombre de vies du cycle des naissances et des renaissances, 3000, énoncé par le bouddhisme, est le nombre de personnes que Do-Ho Suh a fait paraitre dans ParatrooperV  qui montre le lien d’une personne vers tous ses proches .
Do-ho Suh garde toujours la relation individu et collectif au cœur de ses œuvres et installations. Il remet en question l'identité de l'individu dans la société mondialisée d'aujourd'hui. Ses installations mettent en valeur les dynamiques de l’espace personnel par rapport aux espaces publics et soulignent la force du nombre. Cependant, la force du nombre peut être positive ou négative dans la solidarité ou l’endoctrinement, la souveraineté. L’effet de masse peut entrainer une sensation d’esclave ou de révolutionnaire, constructive ou destructrice, en mouvement ou en régression .
Dans l’installation Some/One, le plancher de la galerie est couvert de dog tags polie militaire. Cela évoque de la façon dont un soldat fait partie d'une grande troupe ou corps militaire, ces dog tags se soulèvent pour former un creux : une amure fantomatique au centre de la pièce.  Les médaillons sont la carte d’identité du soldat. Lors des conflits, ils permettent d’identifier la personne. L’amure de guerrier révèle le lien unissant concept et ressource avec l’assemblage de plaques nominatives qui sont de petits éléments métallique rigide pour former un tissu souple et uniforme.
La matérialité dans son œuvre n’est pas arbitraire. Le travail de Do-Ho Suh est souvent en relation avec l’espace où il expose. La rigide de cet espace nuance l’œuvre souvent légère et fluide. Les textiles, en particulier l’Organza, est un matériau facile à transporter et permet donc de changer de lieu d’exposition. Le tissu est aussi un moyen pour que le spectateur interagisse par la perception de reflets . La transparence et la légèreté évoque l’absence qui convient souvent au sujet tels que la mémoire et l’histoire. C’est un jeu avec l’espace réel, imaginaire et mémoriel .

## Exposition à la Biennale d’architecture à Venise
Avec la collaboration de Suh-architectes (Suh et eulho kyungen Kim), Do-ho Suh crée une installation de 12,7 m de long. Il interroge les frontières du passé, présent et future proche, à travers la maison. L'œuvre d'art est composée de deux parties : la première est une reproduction à l'échelle 1 de la maison de ville de New York où Do-ho Suh réside actuellement entièrement construite en tissu de nylon translucide. La maison est suspendue horizontalement, elle plane au-dessus du spectateur par un système de fils qui courent de mur à mur. La deuxième partie est un morceau de plancher posé au sol, comme étant l'ombre de la construction flottante.
L’image est une composition de la maison originale de l'artiste en Corée, de la façade maison de New York et d’une villa vénitienne. La compilation n'est pas simplement un chevauchement d'images mais un morphing des trois typologies.
Le résultat est une ombre physique de la façade architecturale qui brouille la ligne entre le réel et la réflexion, l’art et l’architecture, et les éléments du passé, présent et futur. 

## Réalisations et projets[9]
- 2010, Net-Work
- 2010, karma
- 2009-2011, Home Within Home
- 2008-2011, Fallen Star
- 2008, Karma
- 2007, Cause & Effect Uni-Form/s: Self-Portraits/s: My 39 Years

2005, Paratrooper-V
- 2005, Paratrooper-II Screen, Installation à la Fabric Worshop and Museum, Philadelphia
- 2004, reflection
- 2004, Karma Juggler
- 2004, Staircase-IV Karma (installation à Artsonje (centre de Séoul, Corée)
- 2003, Some/One
- 2003, Doomat : Welcome Back
- 2002, The Perfect Home
- 2001, Public Figures
- 2000, Who Am We? (Multi)
- 1997-2000, Floor Seoul Home/L.A. Home/New York Home/Baltimore Home/London
- 1997,  High School Uni-Form, 1997

## Expositions
Source
- Leeum Samsung Museum Of art, 23 mars 2012
- Seattle art museum, 13 octobre 2011 – 8 janvier 2012
- Daad Galerie, 3 septembre – 5 octobre 2011
- Stuart Collection, UCSD, 1er juin 2011
- STPI, 9 avril- 7 mai 2011
- Tate Modern, mars- décombre 2011
- The pulitzer foundation for the rats, février-mars 2011
- Albright knox gallery, septembre 2010 janvier 2011
- Storefront for art & architecture, septembre-décembre 2010
- MFA Houston, novembre 2009 février 2010
- Lacma, juin-septembre 2009
- Brooklyn museum, septembre 2008
- MFA Houston, juin-octobre 2007
- Fabric workshop & museum, juin septembre 2005
- Hermès, Tokyo, janvier-avril 2005
- Sackler gallery, avril-septembre 2004
- List art center, octobre-novembre 2003
- Istanbul biennial, septembre-novembre 2003
- Artsonje center, juin-septembre 2003
- Serpentine gallery avril-mai 2002
- 49th biennale de Venise, juin-novembre 2001
- Whitney museum at Philip Morris, avril-juin 2001